# Anabel Medina Garrigues
Pour les articles homonymes, voir Medina et Garrigues.
Medina  Garrigues est un nom espagnol. Le premier nom de famille, en général paternel, est Medina ; le second, en général maternel, souvent omis, est Garrigues.
Anabel Medina Garrigues, née le 31 juillet 1982 à Torrent, est une joueuse de tennis espagnole, professionnelle de 1998 à 2016.
Elle a gagné onze tournois WTA en simple (dont dix sur terre battue) et vingt-huit en double dames, notamment Roland-Garros en 2008 et 2009 aux côtés de sa compatriote Virginia Ruano Pascual, et mis fin à sa carrière en simple en 2014. 
Elle entraîne épisodiquement Jeļena Ostapenko en 2015. Une blessure au tournoi de Wimbledon en 2016 met fin à sa carrière en double, si bien qu'elle devient l'entraîneur officiel d'Ostapenko.

## Palmarès

### Titres en simple dames
| No | Date       | Nom et lieu du tournoi                   | Catégorie | Dotation  | Surface      | Finaliste          | Score          |          |
| -- | ---------- | ---------------------------------------- | --------- | --------- | ------------ | ------------------ | -------------- | -------- |
| 1  | 09-07-2001 | Internazionali Femminili, Palerme        | Tier V    | 110 000 $ | Terre (ext.) | Cristina Torrens   | 6-4, 6-4       | Parcours |
| 2  | 19-07-2004 | Internazionali Femminili, Palerme        | Tier V    | 110 000 $ | Terre (ext.) | Flavia Pennetta    | 6-4, 6-4       | Parcours |
| 3  | 16-05-2005 | Internationaux de Strasbourg, Strasbourg | Tier III  | 170 000 $ | Terre (ext.) | Marta Domachowska  | 6-4, 6-3       | Parcours |
| 4  | 18-07-2005 | Internazionali Femminili, Palerme        | Tier IV   | 140 000 $ | Terre (ext.) | Klára Koukalová    | 6-4, 6-0       | Parcours |
| 5  | 09-01-2006 | Canberra Women’s Classic, Canberra       | Tier IV   | 145 000 $ | Dur (ext.)   | Cho Yoon-jeong     | 6-4, 0-6, 6-4  | Parcours |
| 6  | 18-07-2006 | Internazionali Femminili, Palerme        | Tier IV   | 145 000 $ | Terre (ext.) | Tathiana Garbin    | 6-4, 6-4       | Parcours |
| 7  | 21-05-2007 | Internationaux de Strasbourg, Strasbourg | Tier III  | 175 000 $ | Terre (ext.) | Amélie Mauresmo    | 6-4, 4-6, 6-4  | Parcours |
| 8  | 19-05-2008 | Internationaux de Strasbourg, Strasbourg | Tier III  | 175 000 $ | Terre (ext.) | Katarina Srebotnik | 4-6, 7-64, 6-0 | Parcours |
| 9  | 27-04-2009 | GP Princesse Lalla Meryem, Fès           | Intern'l  | 220 000 $ | Terre (ext.) | Ekaterina Makarova | 6-0, 6-1       | Parcours |
| 10 | 25-04-2011 | Estoril Open, Estoril                    | Intern'l  | 220 000 $ | Terre (ext.) | Kristina Barrois   | 6-1, 6-2       | Parcours |
| 11 | 11-07-2011 | XXIV Internazionali Femminili, Palerme   | Intern'l  | 220 000 $ | Terre (ext.) | Polona Hercog      | 6-3, 6-2       | Parcours |

### Finales en simple dames
| No | Date       | Nom et lieu du tournoi                | Catégorie | Dotation  | Surface      | Vainqueure        | Score      |          |
| -- | ---------- | ------------------------------------- | --------- | --------- | ------------ | ----------------- | ---------- | -------- |
| 1  | 06-01-2002 | ANZ Tasmanian International, Hobart   | Tier V    | 110 000 $ | Dur (ext.)   | Martina Suchá     | 7-67, 6-1  | Parcours |
| 2  | 17-02-2003 | Copa Colsanitas, Bogota               | Tier III  | 170 000 $ | Terre (ext.) | Fabiola Zuluaga   | 6-3, 6-2   | Parcours |
| 3  | 25-09-2006 | International Women’s Open, Guangzhou | Tier III  | 175 000 $ | Dur (ext.)   | Anna Chakvetadze  | 6-1, 6-4   | Parcours |
| 4  | 28-04-2008 | GP Princesse Lalla Meryem, Fès        | Tier IV   | 145 000 $ | Terre (ext.) | Gisela Dulko      | 7-62, 7-65 | Parcours |
| 5  | 21-07-2008 | Banka Koper Slovenia Open, Portorož   | Tier IV   | 145 000 $ | Dur (ext.)   | Sara Errani       | 6-3, 6-3   | Parcours |
| 6  | 21-09-2009 | Hansol Korea Open, Séoul              | Intern'l  | 220 000 $ | Dur (ext.)   | Kimiko Date-Krumm | 6-3, 6-3   | Parcours |
| 7  | 03-11-2011 | Tournament of Champions, Bali         | Intern'l  | 600 000 $ | Dur (int.)   | Ana Ivanović      | 6-3, 6-0   | Parcours |

### Titres en double dames
| No | Date       | Nom et lieu du tournoi                  | Catégorie | Dotation     | Surface      | Partenaire             | Finalistes                                | Score             |          |
| -- | ---------- | --------------------------------------- | --------- | ------------ | ------------ | ---------------------- | ----------------------------------------- | ----------------- | -------- |
| 1  | 26-02-2001 | Abierto Mexicano Acapulco               | Tier III  | 170 000 $    | Terre (ext.) | María José Martínez    | Virginia Ruano Pascual Paola Suárez       | 6-4, 6-75, 7-5    | Parcours |
| 2  | 02-04-2001 | Porto Open Porto                        | Tier IV   | 140 000 $    | Terre (ext.) | María José Martínez    | Alexandra Fusai Rita Grande               | 6-1, 6-75, 7-5    | Parcours |
| 3  | 30-04-2001 | Croatian Ladies Open Bol                | Tier III  | 170 000 $    | Terre (ext.) | María José Martínez    | Nadia Petrova Tina Pisnik                 | 7-5, 6-4          | Parcours |
| 4  | 30-07-2001 | PreCon Open Bâle                        | Tier IV   | 140 000 $    | Terre (ext.) | María José Martínez    | Joannette Kruger Marta Marrero            | 7-65, 6-2         | Parcours |
| 5  | 19-07-2004 | Internazionali Femminili Palerme        | Tier V    | 110 000 $    | Terre (ext.) | Arantxa Sánchez        | Ľubomíra Kurhajcová Henrieta Nagyová      | 6-3, 7-64         | Parcours |
| 6  | 13-06-2005 | Ordina Open Bois-le-Duc                 | Tier III  | 170 000 $    | Gazon (ext.) | Dinara Safina          | Iveta Benešová Nuria Llagostera Vives     | 6-4, 2-6, 7-6     | Parcours |
| 7  | 19-09-2005 | Slovenia Open Portorož                  | Tier IV   | 140 000 $    | Dur (ext.)   | Roberta Vinci          | Jelena Kostanić Katarina Srebotnik        | 6-4, 5-7, 6-2     | Parcours |
| 8  | 30-07-2007 | Nordic Light Open Stockholm             | Tier IV   | 145 000 $    | Dur (ext.)   | Virginia Ruano Pascual | Chan Chin-wei Tetiana Luzhanska           | 6-1, 5-7, [10-6]  | Parcours |
| 9  | 06-01-2008 | Moorilla International Hobart           | Tier IV   | 170 000 $    | Dur (ext.)   | Virginia Ruano Pascual | Eléni Daniilídou Jasmin Wöhr              | 6-2, 6-4          | Parcours |
| 10 | 25-05-2008 | Roland-Garros Paris                     | G. Chelem | 9 711 335 $  | Terre (ext.) | Virginia Ruano Pascual | Casey Dellacqua Francesca Schiavone       | 2-6, 7-5, 6-4     | Parcours |
| 11 | 21-07-2008 | Slovenia Open Portorož                  | Tier IV   | 145 000 $    | Dur (ext.)   | Virginia Ruano Pascual | Vera Dushevina Ekaterina Makarova         | 6-4, 6-1          | Parcours |
| 12 | 22-09-2008 | China Open Pékin                        | Tier II   | 600 000 $    | Dur (ext.)   | Caroline Wozniacki     | Han Xinyun Xu Yifan                       | 6-1, 6-3          | Parcours |
| 13 | 24-05-2009 | Roland-Garros Paris                     | G. Chelem | 10 009 638 $ | Terre (ext.) | Virginia Ruano Pascual | Victoria Azarenka Elena Vesnina           | 6-1, 6-1          | Parcours |
| 14 | 26-04-2010 | GP Princesse Lalla Meryem Fès           | Intern'l  | 220 000 $    | Terre (ext.) | Iveta Benešová         | Lucie Hradecká Renata Voráčová            | 6-3, 6-1          | Parcours |
| 15 | 03-05-2010 | Estoril Open Estoril                    | Intern'l  | 220 000 $    | Terre (ext.) | Sorana Cîrstea         | Vitalia Diatchenko Aurélie Védy           | 6-1, 7-5          | Parcours |
| 16 | 19-07-2010 | Gastein Ladies Bad Gastein              | Intern'l  | 220 000 $    | Terre (ext.) | Lucie Hradecká         | Timea Bacsinszky Tathiana Garbin          | 6-72, 6-1, [10-5] | Parcours |
| 17 | 14-02-2011 | XIX Copa Colsanitas Bogota              | Intern'l  | 220 000 $    | Terre (ext.) | Edina Gallovits-Hall   | Sharon Fichman Laura Pous Tió             | 2-6, 7-66, [11-9] | Parcours |
| 18 | 04-07-2011 | Grand Prix Budapest                     | Intern'l  | 220 000 $    | Terre (ext.) | Alicja Rosolska        | Natalie Grandin Vladimíra Uhlířová        | 6-2, 6-2          | Parcours |
| 19 | 25-02-2013 | Brasil Tennis Cup Florianópolis         | Intern'l  | 235 000 $    | Dur (ext.)   | Yaroslava Shvedova     | Anne Keothavong Valeria Savinykh          | 6-0, 6-4          | Parcours |
| 20 | 16-06-2013 | Topshelf Open Bois-le-Duc               | Intern'l  | 235 000 $    | Gazon (ext.) | Irina-Camelia Begu     | Dominika Cibulková Arantxa Parra Santonja | 4-6, 7-63, [11-9] | Parcours |
| 21 | 15-07-2013 | Swedish Open Båstad                     | Intern'l  | 235 000 $    | Terre (ext.) | Klára Zakopalová       | Alexandra Dulgheru Flavia Pennetta        | 6-1, 6-4          | Parcours |
| 22 | 24-02-2014 | Brasil Tennis Cup Florianópolis         | Intern'l  | 250 000 $    | Dur (ext.)   | Yaroslava Shvedova     | Francesca Schiavone Sílvia Soler Espinosa | 7-61, 2-6, [10-3] | Parcours |
| 23 | 31-03-2014 | Family Circle Cup Charleston            | Premier   | 710 000 $    | Terre (ext.) | Yaroslava Shvedova     | Chan Hao-ching Chan Yung-jan              | 7-64, 6-2         | Parcours |
| 24 | 09-02-2015 | BNP Paribas Fortis Diamond Games Anvers | Premier   | 731 000 $    | Dur (int.)   | Arantxa Parra Santonja | An-Sophie Mestach Alison Van Uytvanck     | 6-4, 3-6, [10-5]  | Parcours |
| 25 | 17-05-2015 | Nürnberger Versicherungscup Nuremberg   | Intern'l  | 250 000 $    | Terre (ext.) | Chan Hao-ching         | Lara Arruabarrena Raluca Olaru            | 6-4, 7-65         | Parcours |
| 26 | 22-02-2016 | Abierto Mexicano Acapulco               | Intern'l  | 250 000 $    | Dur (ext.)   | Arantxa Parra Santonja | Kiki Bertens Johanna Larsson              | 6-0, 6-4          | Parcours |
| 27 | 29-02-2016 | Abierto Monterrey Afirme Monterrey      | Intern'l  | 250 000 $    | Dur (ext.)   | Arantxa Parra Santonja | Petra Martić Maria Sanchez                | 4-6, 7-5, [10-7]  | Parcours |
| 28 | 15-05-2016 | Internationaux de Strasbourg Strasbourg | Intern'l  | 250 000 $    | Terre (ext.) | Arantxa Parra Santonja | María Irigoyen Liang Chen                 | 6-2, 6-0          | Parcours |

### Finales en double dames
| No | Date       | Nom et lieu du tournoi                    | Catégorie     | Dotation    | Surface         | Vainqueures                         | Partenaire             | Score            |          |
| -- | ---------- | ----------------------------------------- | ------------- | ----------- | --------------- | ----------------------------------- | ---------------------- | ---------------- | -------- |
| 1  | 09-07-2001 | Internazionali Femminili Palerme          | Tier V        | 110 000 $   | Terre (ext.)    | Tathiana Garbin Janette Husárová    | María José Martínez    | 4-6, 6-2, 6-4    | Parcours |
| 2  | 23-02-2004 | Copa Colsanitas Bogota                    | Tier III      | 170 000 $   | Terre (ext.)    | Barbara Schwartz Jasmin Wöhr        | Arantxa Parra Santonja | 6-1, 6-3         | Parcours |
| 3  | 09-01-2005 | Moorilla International Hobart             | Tier V        | 110 000 $   | Dur (ext.)      | Yan Zi Zheng Jie                    | Dinara Safina          | 6-4, 7-5         | Parcours |
| 4  | 07-02-2005 | Open Gaz de France Paris                  | Tier II       | 585 000 $   | Moquette (int.) | Iveta Benešová Květa Peschke        | Dinara Safina          | 6-2, 2-6, 6-2    | Parcours |
| 5  | 14-02-2005 | Proximus Diamond Games Anvers             | Tier II       | 585 000 $   | Moquette (int.) | Cara Black Els Callens              | Dinara Safina          | 3-6, 6-4, 6-4    | Parcours |
| 6  | 09-05-2005 | Italia Masters Rome                       | Tier I        | 1 300 000 $ | Terre (ext.)    | Cara Black Liezel Huber             | Maria Kirilenko        | 6-0, 4-6, 6-1    | Parcours |
| 7  | 01-05-2006 | J&S Cup Varsovie                          | Tier II       | 600 000 $   | Terre (ext.)    | Elena Likhovtseva Anastasia Myskina | Katarina Srebotnik     | 6-3, 6-4         | Parcours |
| 8  | 07-01-2007 | Moorilla International Hobart             | Tier IV       | 170 000 $   | Dur (ext.)      | Elena Likhovtseva Elena Vesnina     | Virginia Ruano Pascual | 2-6, 6-1, 6-2    | Parcours |
| 9  | 02-04-2007 | Bausch & Lomb Championships Amelia Island | Tier II       | 600 000 $   | Terre (ext.)    | Mara Santangelo Katarina Srebotnik  | Virginia Ruano Pascual | 6-3, 7-64        | Parcours |
| 10 | 18-06-2007 | Ordina Open Bois-le-Duc                   | Tier III      | 175 000 $   | Gazon (ext.)    | Chan Yung-jan Chuang Chia-jung      | Virginia Ruano Pascual | 7-5, 6-2         | Parcours |
| 11 | 11-08-2008 | Olympic Games Pékin                       | J. olympiques | NC          | Dur (ext.)      | Serena Williams · Venus Williams    | Virginia Ruano Pascual | 6-2, 6-0         | Parcours |
| 12 | 06-04-2009 | Andalucia Tennis Experience Marbella      | Intern'l      | 500 000 $   | Terre (ext.)    | Klaudia Jans Alicja Rosolska        | Virginia Ruano Pascual | 6-3, 6-3         | Parcours |
| 13 | 05-07-2010 | GDF Suez Grand Prix Budapest              | Intern'l      | 220 000 $   | Terre (ext.)    | Timea Bacsinszky Tathiana Garbin    | Sorana Cîrstea         | 6-3, 6-3         | Parcours |
| 14 | 02-04-2012 | Family Circle Cup Charleston              | Premier       | 740 000 $   | Terre (ext.)    | A. Pavlyuchenkova Lucie Šafářová    | Yaroslava Shvedova     | 5-7, 6-4, [10-6] | Parcours |
| 15 | 18-08-2013 | New Haven Open at Yale New Haven          | Premier       | 690 000 $   | Dur (ext.)      | Sania Mirza Zheng Jie               | Katarina Srebotnik     | 6-3, 6-4         | Parcours |
| 16 | 03-08-2015 | Bank of the West Classic Stanford         | Premier       | 731 000 $   | Dur (ext.)      | Xu Yifan Zheng Saisai               | Arantxa Parra Santonja | 6-1, 6-3         | Parcours |
| 17 | 19-10-2015 | BNP Paribas Open Luxembourg               | Intern'l      | 250 000 $   | Dur (int.)      | Mona Barthel Laura Siegemund        | Arantxa Parra Santonja | 6-2, 7-62        | Parcours |
| 18 | 03-11-2015 | WTA Elite Trophy Zhuhai                   | Elite Trophy  | 2 150 000 $ | Dur (int.)      | Liang Chen Wang Yafan               | Arantxa Parra Santonja | 6-4, 6-3         | Parcours |

### Titre en double mixte
| No | Date       | Nom et lieu du tournoi | Catégorie | Dotation      | Surface    | Partenaire        | Finalistes                  | Score        |          |
| -- | ---------- | ---------------------- | --------- | ------------- | ---------- | ----------------- | --------------------------- | ------------ | -------- |
| 1  | 29-12-2012 | Hopman Cup XXV Perth   | ITF       | 1 000 000 AU$ | Dur (int.) | Fernando Verdasco | Ana Ivanović Novak Djokovic | 2 matchs à 1 | Parcours |

### Finale en double mixte
| No | Date       | Nom et lieu du tournoi | Catégorie | Dotation      | Surface    | Vainqueures                     | Partenaire    | Score        |          |
| -- | ---------- | ---------------------- | --------- | ------------- | ---------- | ------------------------------- | ------------- | ------------ | -------- |
| 1  | 30-12-2006 | Hopman Cup XIX Perth   | ITF       | 1 000 000 AU$ | Dur (int.) | Nadia Petrova Dmitri Toursounov | Tommy Robredo | 2 matchs à 0 | Parcours |

## Parcours en Grand Chelem

### En simple dames
| Année | Open d'Australie | Open d'Australie  | Internationaux de France                           | Internationaux de France | Wimbledon       | Wimbledon          | US Open         | US Open             |
| ----- | ---------------- | ----------------- | -------------------------------------------------- | ------------------------ | --------------- | ------------------ | --------------- | ------------------- |
| 2001  | 2e tour (1/32)   | Dája Bedáňová     | 1er tour (1/64)                                    | Cristina Torrens         | 1er tour (1/64) | Jana Kandarr       | 1er tour (1/64) | Jana Nejedly        |
| 2002  | 4e tour (1/8)    | Monica Seles      | -                                                  | -                        | -               | -                  | -               | -                   |
| 2003  | 1er tour (1/64)  | Ansley Cargill    | -                                                  | -                        | -               | -                  | -               | -                   |
| 2004  | 3e tour (1/16)   | Amélie Mauresmo   | 2e tour (1/32)                                     | Amélie Mauresmo          | 1er tour (1/64) | Nathalie Dechy     | 2e tour (1/32)  | Eléni Daniilídou    |
| 2005  | 1er tour (1/64)  | Alicia Molik      | 3e tour (1/16)                                     | Justine Henin            | 1er tour (1/64) | Katarina Srebotnik | 3e tour (1/16)  | Lindsay Davenport   |
| 2006  | 1er tour (1/64)  | Zuzana Ondrášková | 3e tour (1/16)                                     | Kim Clijsters            | 3e tour (1/16)  | Anastasia Myskina  | 1er tour (1/64) | Youlia Fedossova    |
| 2007  | 1er tour (1/64)  | Elena Vesnina     | 4e tour (1/8)                                      | Ana Ivanović             | 1er tour (1/64) | Virginia Ruano     | 3e tour (1/16)  | Svetlana Kuznetsova |
| 2008  | 2e tour (1/32)   | Elena Dementieva  | 3e tour (1/16)                                     | Kaia Kanepi              | 3e tour (1/16)  | Ágnes Szávay       | 2e tour (1/32)  | Zheng Jie           |
| 2009  | 4e tour (1/8)    | Carla Suárez      | 2e tour (1/32)                                     | Virginie Razzano         | 3e tour (1/16)  | Caroline Wozniacki | 2e tour (1/32)  | Kirsten Flipkens    |
| 2010  | 1er tour (1/64)  | Karolina Šprem    | 2e tour (1/32)                                     | Elena Dementieva         | 1er tour (1/64) | Flavia Pennetta    | 1er tour (1/64) | Bethanie Mattek     |
| 2011  | 1er tour (1/64)  | Iveta Benešová    | 2e tour (1/32)                                     | Jarmila Gajdošová        | 1er tour (1/64) | Julia Görges       | 3e tour (1/16)  | Vera Zvonareva      |
| 2012  | 3e tour (1/16)   | Li Na             | 3e tour (1/16)                                     | Petra Martić             | 2e tour (1/32)  | Jana Čepelová      | 1er tour (1/64) | Lucie Hradecká      |
| 2013  | 1er tour (1/64)  | Marion Bartoli    | 1er tour (1/64)                                    | Li Na                    | 1er tour (1/64) | Peng Shuai         | 1er tour (1/64) | Kristina Mladenovic |
| 2014  | 1er tour (1/64)  | Irina Falconi     | Q2 \|\| style="text-align:left" \| Tereza Smitková | -                        | -               | -                  | -               |                     |

À droite du résultat, l'ultime adversaire.

### En double dames
| Année | Open d'Australie               | Open d'Australie            | Internationaux de France       | Internationaux de France     | Wimbledon                      | Wimbledon                     | US Open                       | US Open                      |
| ----- | ------------------------------ | --------------------------- | ------------------------------ | ---------------------------- | ------------------------------ | ----------------------------- | ----------------------------- | ---------------------------- |
| 2001  | -                              | -                           | 1er tour (1/32) M. J. Martínez | Åsa Svensson M. Maleeva      | 1er tour (1/32) M. J. Martínez | Nadia Petrova Tina Pisnik     | 1er tour (1/32) C. Martínez   | Amy Frazier K. Schlukebir    |
| 2002  | 2e tour (1/16) M. J. Martínez  | E. Daniilídou Alicia Molik  | -                              | -                            | -                              | -                             | -                             | -                            |
| 2003  | 1er tour (1/32) M. J. Martínez | E. Gagliardi Petra Mandula  | -                              | -                            | -                              | -                             | -                             | -                            |
| 2004  | 1er tour (1/32) M. Salerni     | L. Granville B. Mattek      | 1er tour (1/32) A. Sánchez     | S. Testud Roberta Vinci      | 1er tour (1/32) A. Sánchez     | J. Husárová C. Martínez       | 2e tour (1/16) Marta Marrero  | C. Dhenin S. Talaja          |
| 2005  | 1/4 de finale Dinara Safina    | L. Davenport C. Morariu     | 2e tour (1/16) Dinara Safina   | Li Ting Sun Tiantian         | 3e tour (1/8) Dinara Safina    | D. Hantuchová Ai Sugiyama     | 1er tour (1/32) Dinara Safina | Yan Zi Zheng Jie             |
| 2006  | 1er tour (1/32) E. Daniilídou  | M. Krajicek Ágnes Szávay    | 1/2 finale E. Daniilídou       | Lisa Raymond Sam Stosur      | 1/4 de finale E. Daniilídou    | V. Ruano Paola Suárez         | -                             | -                            |
| 2007  | 3e tour (1/8) Sania Mirza      | D. Hantuchová Ai Sugiyama   | 1/4 de finale V. Ruano         | Lisa Raymond S. Stosur       | 3e tour (1/8) V. Ruano         | Likhovtseva Sun Tiantian      | 3e tour (1/8) V. Ruano        | Chan Yung-jan Chuang Ch-j.   |
| 2008  | 1/2 finale V. Ruano            | A. Bondarenko K. Bondarenko | Victoire V. Ruano              | C. Dellacqua F. Schiavone    | 3e tour (1/8) V. Ruano         | S. Williams V. Williams       | 1/2 finale V. Ruano           | Cara Black Liezel Huber      |
| 2009  | 3e tour (1/8) V. Ruano         | Hsieh Su-wei Peng Shuai     | Victoire V. Ruano              | V. Azarenka Elena Vesnina    | 1/2 finale V. Ruano            | Sam Stosur Rennae Stubbs      | 3e tour (1/8) V. Ruano        | A. Kleybanova E. Makarova    |
| 2010  | 1er tour (1/32) C. Wozniacki   | T. Bacsinszky T. Garbin     | 1/2 finale Liezel Huber        | S. Williams V. Williams      | 1er tour (1/32) İpek Şenoğlu   | J. Janković C. Scheepers      | 2e tour (1/16) Yan Zi         | Julia Görges A.-L. Grönefeld |
| 2011  | 2e tour (1/16) A. Kleybanova   | O. Govortsova Kudryavtseva  | 3e tour (1/8) M. J. Martínez   | Sania Mirza Elena Vesnina    | 2e tour (1/16) M. J. Martínez  | V. Dushevina E. Makarova      | 3e tour (1/8) M. J. Martínez  | M. Kirilenko Nadia Petrova   |
| 2012  | 1er tour (1/32) Pavlyuchenkova | Liezel Huber Lisa Raymond   | 3e tour (1/8) Arantxa Parra    | M. Kirilenko Nadia Petrova   | 1er tour (1/32) Arantxa Parra  | Klaudia Jans A. Rosolska      | 1/2 finale Hsieh Su-wei       | A. Hlaváčková L. Hradecká    |
| 2013  | 1er tour (1/32) D. Hantuchová  | Julia Görges Sam Stosur     | 1er tour (1/32) D. Hantuchová  | J. Janković Mirjana Lučić    | 1er tour (1/32) Chan H-ch.     | J. Janković Mirjana Lučić     | 3e tour (1/8) F. Pennetta     | Sara Errani Roberta Vinci    |
| 2014  | 2e tour (1/16) Y. Shvedova     | A. Hlaváčková L. Šafářová   | 1er tour (1/32) Y. Shvedova    | Kimiko Date B. Z. Strýcová   | 3e tour (1/8) Y. Shvedova      | A. Barty C. Dellacqua         | 2e tour (1/16) Y. Shvedova    | J. Janković K. Koukalová     |
| 2015  | 2e tour (1/16) Y. Shvedova     | Kiki Bertens J. Larsson     | 3e tour (1/8) Chan H-ch.       | A. Hlaváčková L. Hradecká    | 3e tour (1/8) Arantxa Parra    | M. Hingis Sania Mirza         | 2e tour (1/16) Arantxa Parra  | J. Janković A. Krunić        |
| 2016  | 3e tour (1/8) Arantxa Parra    | A. Hlaváčková L. Hradecká   | 1er tour (1/32) Arantxa Parra  | M. Brengle Tatjana Maria     | 3e tour (1/8) Arantxa Parra    | Caroline Garcia K. Mladenovic | -                             | -                            |
| 2017  | -                              | -                           | -                              | -                            | -                              | -                             | -                             | -                            |
| 2018  | -                              | -                           | 2e tour (1/16) Arantxa Parra   | Chan Hao-ching Yang Zhaoxuan | -                              | -                             | 1er tour (1/32) Arantxa Parra | D. Jakupović I. Khromacheva  |

Sous le résultat, la partenaire ; à droite, l'ultime équipe adverse.

### En double mixte
| Année | Open d'Australie              | Open d'Australie             | Internationaux de France      | Internationaux de France      | Wimbledon                     | Wimbledon                 | US Open                      | US Open                    |
| ----- | ----------------------------- | ---------------------------- | ----------------------------- | ----------------------------- | ----------------------------- | ------------------------- | ---------------------------- | -------------------------- |
| 2001  | —                             | —                            | —                             | —                             | 1er tour (1/32) Albert Portas | H. Nagyová Martin Damm    | 2e tour (1/8) Jeff Tarango   | A. Sidot Sandon Stolle     |
| 2002  | 2e tour (1/8) Lucas Arnold    | Caroline Vis Michael Hill    | —                             | —                             | —                             | —                         | —                            | —                          |
| 2005  | —                             | —                            | —                             | —                             | 2e tour (1/16) Álex López     | Lisa Raymond J. Björkman  | 2e tour (1/8) Gastón Etlis   | Ai Sugiyama Kevin Ullyett  |
| 2006  | —                             | —                            | —                             | —                             | 1er tour (1/32) F. Verdasco   | Sania Mirza Pavel Vízner  | 1/4 de finale S. Prieto      | Květa Peschke Martin Damm  |
| 2007  | 1er tour (1/16) S. Prieto     | F. Schiavone J. Björkman     | —                             | —                             | 2e tour (1/16) S. Prieto      | Likhovtseva Daniel Nestor | —                            | —                          |
| 2008  | 1er tour (1/16) Martín García | Liezel Huber Jamie Murray    | —                             | —                             | —                             | —                         | —                            | —                          |
| 2009  | 1/2 finale Tommy Robredo      | N. Dechy Andy Ram            | —                             | —                             | 3e tour (1/8) F. Santoro      | Sam Stosur Bob Bryan      | —                            | —                          |
| 2010  | 1er tour (1/16) André Sá      | D. Hantuchová Daniel Nestor  | 1er tour (1/16) Marc López    | K. Srebotnik N. Zimonjić      | —                             | —                         | 1er tour (1/16) Marc López   | Lisa Raymond Wesley Moodie |
| 2011  | 1er tour (1/16) N. Almagro    | O. Govortsova M. Matkowski   | 2e tour (1/8) Marc López      | E. Makarova Bruno Soares      | —                             | —                         | —                            | —                          |
| 2013  | 2e tour (1/8) Bruno Soares    | Květa Peschke M. Matkowski   | —                             | —                             | —                             | —                         | 1/2 finale Bruno Soares      | A. Spears S. González      |
| 2014  | 1/4 de finale Bruno Soares    | Zheng Jie Scott Lipsky       | 1er tour (1/16) David Marrero | Alizé Cornet J. Eysseric      | 1er tour (1/32) Jürgen Melzer | B. Jovanovski Mate Pavić  | 2e tour (1/8) Raven Klaasen  | K. Srebotnik Rohan Bopanna |
| 2015  | 2e tour (1/8) Pablo Andújar   | M. Hingis Leander Paes       | —                             | —                             | 1/2 finale R. Lindstedt       | Tímea Babos A. Peya       | 1er tour (1/16) R. Lindstedt | S. Vickery Frances Tiafoe  |
| 2016  | 1er tour (1/16) J. S. Cabal   | A.-L. Grönefeld Robert Farah | 1er tour (1/16) Scott Lipsky  | A. Hlaváčková Roger-Vasselin  | 2e tour (1/16) R. Lindstedt   | K. Srebotnik M. Matkowski | —                            | —                          |
| 2017  | —                             | —                            | —                             | —                             | —                             | —                         | —                            | —                          |
| 2018  | —                             | —                            | 1er tour (1/16) M. Granollers | K. Mladenovic Alexis Musialek |                               |                           |                              |                            |

N.B. : le nom du partenaire se trouve sous le résultat ; le nom des ultimes adversaires se trouve à droite.

## Parcours en «Premier Mandatory» et «Premier 5»
Découlant d'une réforme du circuit WTA inaugurée en 2009, les tournois WTA « Premier Mandatory » et « Premier 5 » constituent les catégories d'épreuves les plus prestigieuses, après les quatre levées du Grand Chelem.

### En simple dames
| Année |              | Premier Mandatory           | Premier Mandatory            | Premier Mandatory            | Premier Mandatory            |       | Premier 5 | Premier 5                    | Premier 5                      | Premier 5                   | Premier 5                    | Premier 5 | Premier 5                     |
| Année | Indian Wells | Miami                       | Madrid                       | Pékin                        |                              | Dubaï | Rome      | Canada                       | Cincinnati                     |                             | Tokyo                        |           |                               |
| Année | Indian Wells | Miami                       | Madrid                       | Pékin                        |                              | Doha  | Rome      | Canada                       | Cincinnati                     |                             | Wuhan                        |           |                               |
| Année | Indian Wells | Miami                       | Madrid                       | Pékin                        |                              |       | Rome      | Canada                       | Cincinnati                     |                             |                              |           |                               |
| 2009  |              | 2e tour (1/32) J. Craybas   | 4e tour (1/8) I. Benešová    | 1er tour (1/32) V. Dushevina | 2e tour (1/16) S. Kuznetsova |       |           | 3e tour (1/8) E. Dementieva  | 1er tour (1/32) A. Chakvetadze | 1er tour (1/32) P. Schnyder |                              |           | 1er tour (1/32) Peng S.       |
| 2010  |              | 2e tour (1/32) A. Molik     | 2e tour (1/32) R. Vinci      | 3e tour (1/8) J. Janković    | 1er tour (1/32) K. Date      |       |           | 2e tour (1/16) S. Kuznetsova |                                | 1er tour (1/32) V. King     | 1er tour (1/32) M. Bartoli   |           | 1er tour (1/32) K. Bondarenko |
| 2011  |              | 2e tour (1/32) M. Sharapova | 4e tour (1/8) J. Janković    | 1er tour (1/32) L. Šafářová  | 1er tour (1/32) J. Gajdošová |       |           |                              | 3e tour (1/8) J. Janković      | 2e tour (1/16) P. Kvitová   | 1er tour (1/32) P. Cetkovská |           |                               |
| 2012  |              | 3e tour (1/16) J. Görges    | 2e tour (1/32) C. Scheepers  | 3e tour (1/8) V. Lepchenko   | 1er tour (1/32) S. Lisicki   |       |           | 2e tour (1/16) M. Bartoli    | 3e tour (1/8) S. Williams      |                             | 2e tour (1/16) S. Stosur     |           | 1er tour (1/32) D. Cibulková  |
| 2013  |              | 2e tour (1/32) S. Cîrstea   | 2e tour (1/32) K. Zakopalová | 1/4 de finale S. Williams    |                              |       |           | 1er tour (1/32) D. Gavrilova | 1er tour (1/32) M. Kirilenko   |                             |                              |           |                               |
| 2014  |              |                             |                              | 1er tour (1/32) V. Lepchenko |                              |       |           |                              |                                |                             |                              |           |                               |

Sous le résultat, l’ultime adversaire.

### En double dames
| Année                     | Premier Mandatory   | Premier Mandatory        | Premier Mandatory | Premier Mandatory          | Premier Mandatory   | Premier Mandatory            | Premier Mandatory        | Premier Mandatory         | Premier 5           | Premier 5                    | Premier 5            | Premier 5                  | Premier 5         | Premier 5                | Premier 5         | Premier 5                | Premier 5         | Premier 5             | Premier 5           | Premier 5 | Premier 5 | Premier 5 |
| Année                     | Indian Wells        | Indian Wells             | Miami             | Miami                      | Madrid              | Madrid                       | Pékin                    | Pékin                     | Dubaï               | Dubaï                        | Doha                 | Doha                       | Rome              | Rome                     | Canada            | Canada                   | Cincinnati        | Cincinnati            | Tokyo               | Tokyo     | Wuhan     | Wuhan     |
| ------------------------- | ------------------- | ------------------------ | ----------------- | -------------------------- | ------------------- | ---------------------------- | ------------------------ | ------------------------- | ------------------- | ---------------------------- | -------------------- | -------------------------- | ----------------- | ------------------------ | ----------------- | ------------------------ | ----------------- | --------------------- | ------------------- | --------- | --------- | --------- |
| 2009                      |                     |                          |                   |                            |                     |                              |                          |                           |                     |                              |                      |                            |                   |                          |                   |                          |                   |                       |                     |           |           |           |
| 1er tour (1/16) Ruano     | Kuznetsova Mauresmo | 1/4 de finale Ruano      | Chuang Mirza      | 2e tour (1/8) Ruano        | Chuang Mirza        | 2e tour (1/8) Ruano          | Pavlyuchenkova Wickmayer | 1/2 finale Schiavone      | Kirilenko Radwańska |                              |                      | —                          | —                 | 2e tour (1/8) Ruano      | Benešová Strýcová | —                        | —                 | 1/4 de finale Ruano   | Hantuchová Sugiyama |           |           |           |
| 2010                      |                     |                          |                   |                            |                     |                              |                          |                           |                     |                              |                      |                            |                   |                          |                   |                          |                   |                       |                     |           |           |           |
| 1er tour (1/16) Wozniacki | Borwell Kops-Jones  | —                        | —                 | 2e tour (1/8) Huber        | Chuang King         | 1er tour (1/16) Yan          | Bacsinszky Garbin        | 1er tour (1/16) Wozniacki | Peer Voskoboeva     |                              |                      | —                          | —                 | 1/2 finale Yan           | Peschke Srebotnik | 2e tour (1/8) Yan        | Huber Petrova     | 1er tour (1/8) Errani | Peer Peng           |           |           |           |
| 2011                      |                     |                          |                   |                            |                     |                              |                          |                           |                     |                              |                      |                            |                   |                          |                   |                          |                   |                       |                     |           |           |           |
| 1er tour (1/16) Martínez  | Benešová Strýcová   | 1/2 finale Martínez      | Huber Petrova     | 2e tour (1/8) Martínez     | Hsieh Yan           | 1/4 de finale Pavlyuchenkova | Peschke Srebotnik        | —                         | —                   |                              |                      | 1/4 de finale Martínez     | Peng Zheng        | 1er tour (1/16) Martínez | Hsieh Voskoboeva  | 1er tour (1/16) Martínez | Glatch McHale     | —                     | —                   |           |           |           |
| 2012                      |                     |                          |                   |                            |                     |                              |                          |                           |                     |                              |                      |                            |                   |                          |                   |                          |                   |                       |                     |           |           |           |
| 1er tour (1/16) Pennetta  | Dulko Suárez        | 1/4 de finale Pennetta   | King Niculescu    | 2e tour (1/8) Parra        | Shvedova Voskoboeva | 2e tour (1/8) Hsieh          | Grönefeld Peschke        |                           |                     | 2e tour (1/8) Pavlyuchenkova | Llagostera Rodionova | 2e tour (1/8) Benešová     | Kirilenko Petrova | —                        | —                 | 1er tour (1/16) Begu     | Grandin Uhlířová  | 1/4 de finale Hsieh   | Grönefeld Peschke   |           |           |           |
| 2013                      |                     |                          |                   |                            |                     |                              |                          |                           |                     |                              |                      |                            |                   |                          |                   |                          |                   |                       |                     |           |           |           |
| 1/4 de finale Hantuchová  | Hsieh Peng          | 2e tour (1/8) Hantuchová | Görges Shvedova   | 1er tour (1/16) Hantuchová | Mattek-Sands Mirza  | 2e tour (1/8) Lisicki        | Hantuchová Raymond       |                           |                     | 1/4 de finale Hantuchová     | Errani Vinci         | 1er tour (1/16) Hantuchová | Schiavone Stosur  | —                        | —                 | 1er tour (1/16) Pennetta | Hantuchová Hingis | —                     | —                   |           |           |           |
| 2014                      |                     |                          |                   |                            |                     |                              |                          |                           |                     |                              |                      |                            |                   |                          |                   |                          |                   |                       |                     |           |           |           |
| 2e tour (1/8) Shvedova    | Kuznetsova Stosur   | 1/4 de finale Shvedova   | Hingis Lisicki    | 1/2 finale Shvedova        | Errani Vinci        |                              |                          |                           |                     | —                            | —                    |                            |                   |                          |                   |                          |                   |                       |                     |           |           |           |

N.B. : le nom de la partenaire se trouve sous le résultat ; le nom des ultimes adversaires se trouve à droite.

## Parcours aux Masters

### En double dames
| # | Date       | Nom de l'édition                 | ($)       | Surface    | Résultat   | Partenaire     | Ultimes adversaires     | Score    |          |
| - | ---------- | -------------------------------- | --------- | ---------- | ---------- | -------------- | ----------------------- | -------- | -------- |
| 1 | 04/11/2008 | Sony Ericsson Championships Doha | 4 450 000 | Dur (ext.) | 1/2 finale | Virginia Ruano | Cara Black Liezel Huber | 6-1, 6-3 | Parcours |

## Parcours aux Jeux olympiques

### En simple dames
| # | Date       | Nom de l'olympiade             | Surface      | Résultat        | Ultime adversaire | Score         |          |
| - | ---------- | ------------------------------ | ------------ | --------------- | ----------------- | ------------- | -------- |
| 1 | 15/08/2004 | Olympic Tennis Event Athènes   | Dur (ext.)   | 1er tour (1/32) | Mary Pierce       | 6-3, 7-5      | Parcours |
| 2 | 11/08/2008 | Olympic Games Pékin            | Dur (ext.)   | 1er tour (1/32) | Sybille Bammer    | 6-2, 4-6, 6-4 | Parcours |
| 3 | 28/07/2012 | Olympic Tennis Event Wimbledon | Gazon (ext.) | 1er tour (1/32) | Yanina Wickmayer  | 6-2, 4-6, 7-5 | Parcours |

### En double dames
| # | Date       | Nom de l'olympiade             | Surface      | Résultat        | Partenaire             | Ultimes adversaires                   | Score          |          |
| - | ---------- | ------------------------------ | ------------ | --------------- | ---------------------- | ------------------------------------- | -------------- | -------- |
| 1 | 15/08/2004 | Olympic Tennis Event Athènes   | Dur (ext.)   | 1er tour (1/16) | Arantxa Sánchez        | Paola Suárez Patricia Tarabini        | 6-78, 7-5, 6-2 | Parcours |
| 2 | 11/08/2008 | Olympic Games Pékin            | Dur (ext.)   | Argent          | Virginia Ruano Pascual | Serena Williams · Venus Williams      | 6-2, 6-0       | Parcours |
| 3 | 28/07/2012 | Olympic Tennis Event Wimbledon | Gazon (ext.) | 1er tour (1/16) | Arantxa Parra Santonja | Flavia Pennetta Francesca Schiavone   | 7-64, 6-4      | Parcours |
| 4 | 06/08/2016 | Olympic Games Rio de Janeiro   | Dur (ext.)   | 1er tour (1/16) | Arantxa Parra Santonja | Bethanie Mattek-Sands Coco Vandeweghe | 6-1, 6-1       | Parcours |

## Parcours en Fed Cup
| #                                                                        | Date       | Lieu                 | Surface         | Gagnante(s)                         | Perdante(s)                       | Score            |          |
|                                                                          |            |                      |                 |                                     |                                   |                  |          |
| 2003 - 1er tour (groupe mondial) - Espagne - Australie - 3 : 2           |            |                      |                 |                                     |                                   |                  |          |
| 1                                                                        | 26/04/2003 | Tarragone            | Terre (ext.)    | Alicia Molik Rennae Stubbs          | Anabel Medina Virginia Ruano      | 4-6, 6-2, 6-3    | Parcours |
|                                                                          |            |                      |                 |                                     |                                   |                  |          |
| 2003 - 1/4 de finale (groupe mondial) - Espagne - France - 1 : 4         |            |                      |                 |                                     |                                   |                  |          |
| 2                                                                        | 19/07/2003 | Oviedo               | Terre (ext.)    | Anabel Medina Virginia Ruano        | Nathalie Dechy Émilie Loit        | 6-4, 6-4         | Parcours |
|                                                                          |            |                      |                 |                                     |                                   |                  |          |
| 2004 - 1/4 de finale (groupe mondial) - Espagne - Belgique - 3 : 2       |            |                      |                 |                                     |                                   |                  |          |
| 3                                                                        | 10/07/2004 | Jerez de la Frontera | Terre (ext.)    | Kirsten Flipkens                    | Anabel Medina                     | 7-65, 1-6, 6-2   | Parcours |
| 3                                                                        | 10/07/2004 | Jerez de la Frontera | Terre (ext.)    | Anabel Medina                       | Els Callens                       | 6-4, 6-0         | Parcours |
| 3                                                                        | 10/07/2004 | Jerez de la Frontera | Terre (ext.)    | Anabel Medina Virginia Ruano        | Els Callens Kirsten Flipkens      | 6-3, 6-2         | Parcours |
|                                                                          |            |                      |                 |                                     |                                   |                  |          |
| 2004 - 1/2 finale (groupe mondial) - France - Espagne - 5 : 0            |            |                      |                 |                                     |                                   |                  |          |
| 4                                                                        | 24/11/2004 | Moscou               | Moquette (int.) | Tatiana Golovin                     | Anabel Medina                     | 6-3, 6-3         | Parcours |
| 4                                                                        | 24/11/2004 | Moscou               | Moquette (int.) | Nathalie Dechy                      | Anabel Medina                     | 6-3, 6-1         | Parcours |
|                                                                          |            |                      |                 |                                     |                                   |                  |          |
| 2005 - 1/4 de finale (groupe mondial) - Espagne - Argentine - 3 : 2      |            |                      |                 |                                     |                                   |                  |          |
| 5                                                                        | 23/04/2005 | Jerez de la Frontera | Terre (ext.)    | Anabel Medina                       | María Emilia Salerni              | 6-4, 4-6, 6-3    | Parcours |
| 5                                                                        | 23/04/2005 | Jerez de la Frontera | Terre (ext.)    | Nuria Llagostera Anabel Medina      | Gisela Dulko María Emilia Salerni | 6-4, 6-4         | Parcours |
|                                                                          |            |                      |                 |                                     |                                   |                  |          |
| 2005 - 1/2 finale (groupe mondial) - France - Espagne - 3 : 1            |            |                      |                 |                                     |                                   |                  |          |
| 6                                                                        | 09/07/2005 | Aix-en-Provence      | Dur (ext.)      | Amélie Mauresmo                     | Anabel Medina                     | 6-4, 6-3         | Parcours |
| 6                                                                        | 09/07/2005 | Aix-en-Provence      | Dur (ext.)      | Anabel Medina M. A. Sánchez         | Amélie Mauresmo Mary Pierce       | 2-1, ab.         | Parcours |
|                                                                          |            |                      |                 |                                     |                                   |                  |          |
| 2006 - 1/4 de finale (groupe mondial) - Espagne - Autriche - 5 : 0       |            |                      |                 |                                     |                                   |                  |          |
| 7                                                                        | 22/04/2006 | Valence              | Terre (ext.)    | Anabel Medina                       | Yvonne Meusburger                 | 6-3, 7-5         | Parcours |
| 7                                                                        | 22/04/2006 | Valence              | Terre (ext.)    | Anabel Medina                       | Sybille Bammer                    | 6-0, 6-3         | Parcours |
|                                                                          |            |                      |                 |                                     |                                   |                  |          |
| 2006 - 1/2 finale (groupe mondial) - Espagne - Italie - 1 : 3            |            |                      |                 |                                     |                                   |                  |          |
| 8                                                                        | 15/07/2006 | Saragosse            | Terre (ext.)    | Flavia Pennetta                     | Anabel Medina                     | 6-3, 6-0         | Parcours |
| 8                                                                        | 15/07/2006 | Saragosse            | Terre (ext.)    | Anabel Medina                       | Francesca Schiavone               | 6-2, 6-2         | Parcours |
|                                                                          |            |                      |                 |                                     |                                   |                  |          |
| 2007 - 1/4 de finale (groupe mondial) - Russie - Espagne - 5 : 0         |            |                      |                 |                                     |                                   |                  |          |
| 9                                                                        | 21/04/2007 | Moscou               | Terre (int.)    | Nadia Petrova                       | Anabel Medina                     | 6-3, 6-4         | Parcours |
| 9                                                                        | 21/04/2007 | Moscou               | Terre (int.)    | Svetlana Kuznetsova                 | Anabel Medina                     | 6-3, 4-6, 6-0    | Parcours |
|                                                                          |            |                      |                 |                                     |                                   |                  |          |
| 2007 - Barrage (groupe mondial I) - Espagne - République tchèque - 4 : 1 |            |                      |                 |                                     |                                   |                  |          |
| 10                                                                       | 14/07/2007 | Palafrugell          | Terre (ext.)    | Anabel Medina                       | Iveta Benešová                    | 7-67, 2-6, 6-1   | Parcours |
| 10                                                                       | 14/07/2007 | Palafrugell          | Terre (ext.)    | Anabel Medina                       | Lucie Šafářová                    | 6-3, 6-2         | Parcours |
|                                                                          |            |                      |                 |                                     |                                   |                  |          |
| 2008 - 1/4 de finale (groupe mondial) - Italie - Espagne - 2 : 3         |            |                      |                 |                                     |                                   |                  |          |
| 11                                                                       | 02/02/2008 | Naples               | Dur (int.)      | Anabel Medina                       | Flavia Pennetta                   | 6-2, 6-3         | Parcours |
| 11                                                                       | 02/02/2008 | Naples               | Dur (int.)      | Anabel Medina                       | Francesca Schiavone               | 6-4, 6-1         | Parcours |
|                                                                          |            |                      |                 |                                     |                                   |                  |          |
| 2008 - Finale (groupe mondial) - Espagne - Russie - 0 : 4                |            |                      |                 |                                     |                                   |                  |          |
| 12                                                                       | 13/09/2008 | Madrid               | Terre (ext.)    | Vera Zvonareva                      | Anabel Medina                     | 6-3, 6-4         | Parcours |
| 12                                                                       | 13/09/2008 | Madrid               | Terre (ext.)    | Svetlana Kuznetsova                 | Anabel Medina                     | 5-7, 6-3, 6-4    | Parcours |
|                                                                          |            |                      |                 |                                     |                                   |                  |          |
| 2009 - Barrage (groupe mondial I) - Espagne - Serbie - 0 : 4             |            |                      |                 |                                     |                                   |                  |          |
| 13                                                                       | 25/04/2009 | Lérida               | Terre (ext.)    | Ana Ivanović                        | Anabel Medina                     | 3-6, 6-1, 6-2    | Parcours |
| 13                                                                       | 25/04/2009 | Lérida               | Terre (ext.)    | Jelena Janković                     | Anabel Medina                     | 6-3, 3-6, 6-3    | Parcours |
|                                                                          |            |                      |                 |                                     |                                   |                  |          |
| 2010 - 1er tour (groupe mondial II) - Australie - Espagne - 3 : 2        |            |                      |                 |                                     |                                   |                  |          |
| 14                                                                       | 06/02/2010 | Adélaïde             | Dur (ext.)      | Anabel Medina                       | Casey Dellacqua                   | 6-2, 6-3         | Parcours |
| 14                                                                       | 06/02/2010 | Adélaïde             | Dur (ext.)      | Samantha Stosur                     | Anabel Medina                     | 6-1, 6-3         | Parcours |
|                                                                          |            |                      |                 |                                     |                                   |                  |          |
| 2011 - 1er tour (groupe mondial II) - Estonie - Espagne - 1 : 4          |            |                      |                 |                                     |                                   |                  |          |
| 15                                                                       | 05/02/2011 | Tallinn              | Dur (int.)      | Nuria Llagostera Anabel Medina      | Maret Ani Margit Ruutel           | 6-1, 7-65        | Parcours |
|                                                                          |            |                      |                 |                                     |                                   |                  |          |
| 2011 - Barrage (groupe mondial I) - Espagne - France - 4 : 1             |            |                      |                 |                                     |                                   |                  |          |
| 16                                                                       | 16/04/2011 | Lérida               | Terre (ext.)    | Aravane Rezaï                       | Anabel Medina                     | 7-5, 6-74, 6-2   | Parcours |
| 16                                                                       | 16/04/2011 | Lérida               | Terre (ext.)    | Nuria Llagostera Anabel Medina      | Alizé Cornet Virginie Razzano     | 6-4, 6-1         | Parcours |
|                                                                          |            |                      |                 |                                     |                                   |                  |          |
| 2013 - Barrage (groupe mondial I) - Espagne - Japon - 4 : 0              |            |                      |                 |                                     |                                   |                  |          |
| 17                                                                       | 20/04/2013 | Barcelone            | Terre (ext.)    | Lourdes Domínguez Anabel Medina     | Shuko Aoyama Misaki Doi           | 6-4, 7-5         | Parcours |
|                                                                          |            |                      |                 |                                     |                                   |                  |          |
| 2014 - Barrage (groupe mondial I) - Espagne - Pologne - 2 : 3            |            |                      |                 |                                     |                                   |                  |          |
| 18                                                                       | 19/04/2014 | Barcelone            | Terre (ext.)    | Agnieszka Radwańska Alicja Rosolska | Anabel Medina Sílvia Soler        | 6-4, 6-2         | Parcours |
|                                                                          |            |                      |                 |                                     |                                   |                  |          |
| 2015 - 1er tour (groupe mondial II) - Roumanie - Espagne - 3 : 2         |            |                      |                 |                                     |                                   |                  |          |
| 19                                                                       | 07/02/2015 | Galați               | Dur (int.)      | Irina-Camelia Begu Monica Niculescu | Anabel Medina Garbiñe Muguruza    | 5-7, 6-3, 6-2    | Parcours |
|                                                                          |            |                      |                 |                                     |                                   |                  |          |
| 2015 - Barrage (groupe mondial II) - Argentine - Espagne - 0 : 4         |            |                      |                 |                                     |                                   |                  |          |
| 20                                                                       | 18/04/2015 | Buenos Aires         | Terre (ext.)    | Aliona Bolsova Anabel Medina        | Tatiana Búa Nadia Podoroska       | 4-6, 6-1, [10-3] | Parcours |
|                                                                          |            |                      |                 |                                     |                                   |                  |          |
| 2016 - Barrage (groupe mondial I) - Espagne - Italie - 4 : 0             |            |                      |                 |                                     |                                   |                  |          |
| 21                                                                       | 16/04/2016 | Lérida               | Terre (ext.)    | Anabel Medina Sara Sorribes Tormo   | Karin Knapp Francesca Schiavone   | 1-1, ab.         | Parcours |

## Classements WTA en fin de saison
| Année          | 1998 | 1999 | 2000 | 2001 | 2002 | 2003 | 2004 | 2005 | 2006 | 2007 | 2008 | 2009 | 2010 | 2011 | 2012 | 2013 | 2014 | 2015 | 2016 |
| Rang en simple | 698  | 313  | 114  | 65   | 116  | 71   | 39   | 34   | 27   | 35   | 22   | 28   | 73   | 27   | 50   | 97   | 464  | –    | –    |
| Rang en double | 602  | 318  | 259  | 42   | 177  | 165  | 79   | 20   | 19   | 25   | 3    | 11   | 25   | 30   | 24   | 30   | 23   | 32   | 36   |

Source : (en) Classements de Anabel Medina Garrigues sur le site officiel de la Fédération internationale de tennis